# Versainville
Versainville är en kommun i departementet Calvados i regionen Normandie i norra Frankrike. Kommunen ligger i kantonen Falaise-Sud som ligger i arrondissementet Caen. År 2022 hade Versainville 508 invånare.

## Befolkningsutveckling
Antalet invånare i kommunen Versainville
Referens:INSEE